# 新加坡保安与情报司
安全与情报局 （英語：Security and Intelligence Division，縮寫：SID，前称「保安与情报司」）是新加坡的對外情报机构，专门负责收集和分析与新加坡對外安全有关的情报，以加强新加坡的国防能力。它虽然隶属于国防部，但仍然有一定的自治权，因为它不受国防部常任秘书的管制。该机构保持着高度机密，多数工作人员的身份非常隐秘，只有新加坡高级官员才知道他们的身份。保安与情报司司长是该机构的最高领导人，职级相等于常任秘书，可以直接向国防部长汇报。根据一则1975年《海峡时报》的新闻，保安与情报司有副司长一职，当时由Lim Chye Heng担任。

## 歷史和活动
保安与情报司和内部安全局有相同的发展背景。在1965年以前，新加坡的主要情报机构是马来西亚政治部，直到新加坡于1965年8月获得独立。1966年1月，新加坡内部暨防御部（如今已分成国防部和内政部）开始改编和统一所有情报活动，随后在1966年2月设立保安与情报司，首任司长是Tay Seow Huah。
1974年1月31日，拉裕事件发生，时任保安与情报司司长的塞拉潘·纳丹率领队伍前去和4名来自日本赤军和解放巴勒斯坦人民阵线的恐怖分子谈判，经过数日后成功化解危机，救出3名被劫持的人质。
保安与情报司是个高度机密机构，偶尔才会向媒体透露一些与它的活动有关的消息。2001年，《海峡时报》记者Yap Chuin Wei访问一名曾在保安与情报司工作的官员。该官员要求报刊将他的的身份保密，并说保安与情报司负责三种工作，分别是搜集情报、分析情报和非正式外交。据《从第三世界到第一世界的跨越——新加坡发展历程：1965年-2000年》这本书写道，保安与情报司在1970年代时曾参与向柬埔寨反共部队提供武器的活动。此外，马来西亚与印尼的冲突在1966年结束后，保安与情报司也协助新加坡和印尼重建外交关系。Tim Huxley所著《捍卫狮城：新加坡武装部队》（2000年出版）简单概括了保安与情报司的历史。
Yap访问的官员也透露，为了安全起见和政治上的考虑，保安与情报司很少在公共场合之下向有功的工作人员颁发奖章。有功的工作人员可获得特别奖章（和在国庆日颁发的奖章相似），但他们的身份从不向外透露。
2004年，新加坡政府设立由总理公署管理的国家安全协调秘书处。该处负责应付安全威胁和恐怖活动。这意味着保安与情报司和内部安全局之间的合作和资料分享。在此之前，安全与情报司和内部安全局是分头行动的。
2013年8月，据《悉尼晨锋报》报导，保安与情报司和澳大利亚信号局等海外情报机构合作，监听连接亚洲、中东与欧洲的海底电缆。

## 历任司长
| 姓名                        | 任职                       | 注释                                           | 参考          |
| --------------------------- | -------------------------- | ---------------------------------------------- | ------------- |
| Tay Seow Huah               | ?                          |                                                | [ 10 ]        |
| Tan Boon Seng               | ?－1971年                  |                                                | [ 11 ]        |
| 塞拉潘·纳丹（S. R. Nathan） | 1971年－1979年             |                                                | [ 4 ] [ 11 ]  |
| 张赞成（Eddie Teo）         | 1979年－?                  | 张赞成在1982年至1986年之间兼任内部安全局局长。 | [ 13 ]        |
| 蔡承国（Choi Shing Kwok）   | 1995年－?                  |                                                | [ 14 ]        |
| 池伟强（Chee Wee Kiong）    | 2005年－2010年9月1日       |                                                | [ 15 ] [ 16 ] |
| 黄志勤（Ng Chee Khern）     | 2010年9月1日－2014年5月1日 |                                                | [ 17 ]        |